# Disjonction conditionnée
En logique, une disjonction conditionnée (parfois appelée disjonction conditionnelle) est un connecteur logique ternaire introduit par Church. Étant donné les opérandes p, q, et r, qui représentent des propositions ayant une valeur de vérité, la signification de la disjonction conditionnée [p, q, r] est donnée par :
{\displaystyle [p,q,r]~\leftrightarrow ~(q\rightarrow p)\land (\neg q\rightarrow r)}
où [p, q, r] est équivalent à: « si q alors p, sinon r », ou « p ou r, selon que q ou non q ». Cela peut aussi être déclaré comme « q implique p, et non q implique r ». Ainsi, pour n'importe quelle valeur de p, q, et r, la valeur de [p, q, r] est la valeur de p quand q est vraie, autrement, il prendra la valeur de r.
La disjonction conditionnée est également équivalente à:
{\displaystyle (q\land p)\lor (\neg q\land r)}
et a la même table de vérité en tant que l'opérateur « ternaire » (?:) dans de nombreux langages de programmation.
Sa table de vérité est la suivante:
| p | q | r | [p, q, r] |
| - | - | - | --------- |
| V | V | V | V         |
| V | V | F | V         |
| V | F | V | V         |
| V | F | F | F         |
| F | V | V | F         |
| F | V | F | F         |
| F | F | V | V         |
| F | F | F | F         |

Il existe d'autres connecteurs ternaires complet.